# Kirsi
Kirsi là một tổng thuộc  tỉnh Passoré ở bắc trung bộ Burkina Faso. Thủ phủ là thị xã Kirsi.

## Các thị xã và làng xã
Douré, Dourou, Kalsé, Kapon, Koussago, Maré, Ribou, Tampouy, Yalgatenga và Yargo.